# Recurs d'alçada
El recurs d'alçada és un recurs de caràcter administratiu a través del qual se cerca que un òrgan administratiu superior revisi un acte dictat per un altre òrgan depenent jeràrquicament d'ell, buscant-hi que esmeni conforme a Dret l'acte de l'òrgan inferior.
El recurs d'alçada té una clara analogia amb un recurs d'apel·lació de l'ordre jurisdiccional.
El recurs d'alçada és potestatiu, de forma excepcional, com ho marca una norma amb rang de llei. Això és, l'administrat pot optar per no interposar-lo, preferint acudir directament a la via judicial, interposant-hi per això un recurs contenciós-administratiu davant del jutge competent. En la majoria d'ocasions, però, és requisit obligatori haver plantejat el recurs d'alçada en temps i forma, i que aquest no hagi estat estimat, com a mesura prèvia a poder acudir davant la jurisdicció contenciosa-administrativa.

## Terminis
Com indica la llei 39/2015 d'1 d'octubre, el recurs d'alçada presenta dos tipus de terminis. Si l'acte és exprés el termini per a interposar el recurs és d'un mes a partir de l'endemà d'aquest, mentre que si no ho és, el sol·licitant i altres possibles interessats poden interposar el recurs en qualsevol moment a partir de l'endemà del dia en què es produeixin els efectes del silenci administratiu. El termini màxim per dictar i notificar la resolució és de tres mesos. Transcorregut aquest
termini sense que es dicti resolució, es pot entendre desestimat el recurs, excepte en el supòsit que preveu l'article 24.1 de la llei 39/2015, que indica que quan el recurs d'alçada s'hagi interposat contra la desestimació per silenci administratiu d'una sol·licitud pel transcurs del termini, s'entén estimat si, arribat el termini de resolució, l'òrgan administratiu competent no dicta resolució expressa sobre aquest recurs.
A nivell català, la llei 26/2010 de 3 d'agost de règim jurídic i de procediment de les administracions públiques de Catalunya. és la que regula aquest recurs, tot i que en el seu articulat fa referència a la normativa bàsica que marca la llei 39/2015.